# Brasiliens Grand Prix 1989
Brasiliens Grand Prix 1989, officiellt XVIII Grande Prêmio do Brasil, var en Formel 1-tävling som hölls den 26 mars 1989 på Autódromo Internacional Nelson Piquet i Rio de Janeiro i Brasilien. Det var det första av 16 lopp ingående i Formel 1-säsongen 1989 och kördes över 61 varv. Detta var det sista av sammanlagt tio grand prix som kom att köras på Jacarepaguabanan i Rio. Loppet vanns av Nigel Mansell för Ferrari, tvåa blev Alain Prost för McLaren, och trea blev Mauricio Gugelmin för March.

## Resultat
1. Nigel Mansell, Ferrari, 9 poäng
2. Alain Prost, McLaren-Honda, 6
3. Mauricio Gugelmin, March-Judd, 4
4. Johnny Herbert, Benetton-Ford, 3
5. Derek Warwick, Arrows-Ford, 2
6. Alessandro Nannini, Benetton-Ford, 1
7. Jonathan Palmer, Tyrrell-Ford
8. Satoru Nakajima, Lotus-Judd
9. Olivier Grouillard, Ligier-Ford
10. Michele Alboreto, Tyrrell-Ford
11. Ayrton Senna, McLaren-Honda
12. Philippe Alliot, Larrousse (Lola-Lamborghini)
13. Andrea de Cesaris, BMS Scuderia Italia (Dallara-Ford)
14. Christian Danner, Rial-Ford

### Förare som bröt loppet
- Riccardo Patrese, Williams-Renault (varv 51, generator)
- Eddie Cheever, Arrows-Ford (37, kollision)
- Bernd Schneider, Zakspeed-Yamaha (36, kollision)
- Martin Brundle, Brabham-Judd (27, bakaxel)
- Ivan Capelli, March-Judd (22, upphängning)
- Nelson Piquet, Lotus-Judd (10, bränslesystem)
- Stefano Modena, Brabham-Judd (9, bakaxel)
- Thierry Boutsen, Williams-Renault (3, motor)
- Pierluigi Martini, Minardi-Ford (2, chassi)
- Gerhard Berger, Ferrari (0, kollision)
- Luis Pérez Sala, Minardi-Ford (0, kollision)

### Förare som diskvalificerades
- Nicola Larini, Osella-Ford (varv 10)

### Förare som ej kvalificerade sig
- Yannick Dalmas, Larrousse (Lola-Lamborghini)
- Rene Arnoux, Ligier-Ford
- Gregor Foitek, EuroBrun-Judd
- Roberto Moreno, Coloni-Ford

### Förare som ej förkvalificerade sig
- Alex Caffi, BMS Scuderia Italia (Dallara-Ford)
- Piercarlo Ghinzani, Osella-Ford
- Volker Weidler, Rial-Ford
- Pierre-Henri Raphanel, Coloni-Ford
- Joachim Winkelhock, AGS-Ford
- Aguri Suzuki, Zakspeed-Yamaha
- Stefan "Lill-Lövis" Johansson, Onyx-Ford
- Bertrand Gachot, Onyx-Ford